# モンテスパン侯爵夫人フランソワーズ・アテナイス
モンテスパン侯爵夫人フランソワーズ・アテナイス・ドゥ・モルトゥマール（Françoise Athénaïs de Mortemart, marquise de Montespan, 本名：フランソワーズ・アテナイス・ドゥ・ロシュシュアール・ドゥ・モルトゥマール、Françoise Athénaïs de Rochechouart de Mortemart, 1641年10月5日 - 1707年5月27日又は5月28日）は、フランス王ルイ14世の寵姫、公妾。
モンテスパン夫人（Madame de Montespan）とも呼ばれる。

## 生涯

### 国王第一の寵姫へ
1641年、名門貴族モルトゥマール公爵ガブリエル・ドゥ・ロシュシュアールの娘として生まれ、1660年に王妃マリー・テレーズの侍女となる。1663年にモンテスパン侯爵ルイ・アンリ・ドゥ・パルダヤン・ドゥ・ゴンドランと結婚、同年にマリー・クリスティーヌを、1664年にルイ・アントワーヌを生んだ。
1666年、ルイ14世の母后アンヌ・ドートリッシュの追悼ミサで、フランソワーズはルイ14世と知り合った。当時、夫のモンテスパン侯爵は遠隔地のルーシオンに駐屯していた。野心家のフランソワーズは、なんとか国王の寵姫になりたいと、以前から機会を窺っていたのであった。この年、彼女は王の寵姫になった。
ルイ14世は、金髪に青い瞳の豊満な美女で、快活で才気があり、優れた話術と機知と辛辣なユーモアを持ったフランソワーズに急速に惹かれていった。しかし、依然として王は、フランソワーズより先に寵姫となったルイーズ・ド・ラ・ヴァリエールを深く愛していた。気性が激しく、権力欲が強いフランソワーズは、国王第一の寵姫にふさわしいのは自分だと思い、ルイーズに強い競争意識を抱いた。1667年のネーデルラント継承戦争の戦地に国王と同行する侍女のリストにルイーズの名前がなく、自分の名前を見た彼女は勝利を確信した。フランソワーズはルイ14世第一の寵姫となった。

### 夫とのいさかい、離婚
1669年に突然何の前触れもなく、フランソワーズの夫モンテスパン侯爵が妻に会いたい一心でルーヴル宮殿を訪れた。しかし、久しぶりに会った妻がよそよそしく、冷ややかな態度を取ったことにモンテスパン侯爵は深く失望し、落胆した。
この年の夏に、モリエールの傑作『ジョルジュ・ダンダン』の劇が宮廷で上演された。この劇は別名『やり込められた亭主』と言い、成り上がりの百姓のジョルジュ・ダンダンが貴族の娘を妻に迎え、さんざん彼女の浮気に悩まされるという内容である。当時の風潮を風刺していたため、観客達は大笑いして楽しんだ。そんな中、他の観客達よりもひときわ劇に見入り、大笑いしていたのがモンテスパン侯爵だった。そんな侯爵の様子に、事情を知っている他の観客達は失笑を禁じえなかった。
その後、見かねたモンテスパン侯爵の友人が、王とフランソワーズの関係を彼に知らせた。自分が妻を寝取られた夫として、笑い者にされていた事を知った侯爵は激怒した。自分の言う事をフランソワーズが聞かない事もあり、怒った侯爵は何度も妻をなぐり続けた。しかし、フランソワーズは夫に対して弁解も謝罪もしようとはせず、ただ黙って暴力に耐え、冷笑しながら見つめるだけだった。そんな妻の態度にますますモンテスパン侯爵は深く傷つき、さらに妻と王に対する怒りが激しくなっていった。侯爵は他の貴族達のようには、このような夫婦間の不貞を、見てみぬふりをしてやり過ごす事ができなかった。
やがてモンテスパン侯爵は「妻の貞操に対する喪」と称し、喪服で宮廷に現われるなど、公然とルイ14世を非難するようになった。彼は王の怒りを買い、投獄された後にパリを追放され、自分の領地に戻された。さらにこの年のうちに、王はパリ高等法院に命令すると、フランソワーズの離婚請求を強引に認めさせてしまった。モンテスパン侯爵には、妻との離婚費用として10万エキュの大金が下賜された。

### 増長
晴れて邪魔な夫と離婚できたフランソワーズは、この年1669年に王の娘ルイーズ・フランソワーズを生んだ。これ以降、誰はばかる事なく、フランソワーズは国王第一の公妾として、宮廷で絶大な権力を振るうようになった。ルイーズ・ド・ラヴァリエールを追い落とし、ルイ14世の寵愛を独占する事に成功したフランソワーズは、1670年にメーヌ公ルイ・オーギュスト、1672年にヴェクサン伯ルイ・セザール、1673年にルイーズ・フランソワーズ（コンデ公ルイ3世妃）、1674年にルイーズ・マリー・アンヌ、1677年にフランソワーズ・マリー（オルレアン公フィリップ2世妃）、1678年にトゥールーズ伯ルイ・アレクサンドルと、実に7人の子供をもうけた。
フランソワーズは、ルイ14世の寵愛の深さに増長し、驕り高ぶり、以前から見せていた傍若無人な態度がますます露骨になっていった。伯爵夫人になっていたルイーズ・ド・ラ・ヴァリエールをもフランソワーズは自分の召使同然に扱うようになり、事あるごとに辛く当たるようになった。さらに、王妃マリー・テレーズの事でさえ、長い間王に顧みられぬ冴えない王妃と、あからさまに軽んじた。
誰も恐れる者がないフランソワーズは、宮廷内で女王然とふるまうようになり、自分の権力を誇示するため、金に糸目を付けず豪華な宝石やドレスを注文した。フランソワーズは他の女性達と自分は違うのだと思っており、常に自分が一番でないと気が済まなかった。当然、このようなフランソワーズの目に余る態度は、王妃や宮廷の他の多くの人々の怒りを買い、フランソワーズの敵は増えていった。
高慢なフランソワーズが「王妃は無知なお人好し」と言った時には、さすがにルイ14世も激怒したが、王のフランソワーズへの寵愛は衰えなかった。外国の使節の中には、影の薄いマリー・テレーズより目立つフランソワーズを王妃だと誤解する者までいた。1674年にはルイーズがカルメル会修道院に入った。ルイーズが修道院に発つ前に、フランソワーズの館で、ルイーズの送別を記念して晩餐会が開かれ、全ての宮廷人が招待された。フランソワーズは自分の体面のため、できればルイーズの修道院入りを阻止したいと思っていた。しかしそれも失敗したため、なんとか自分がルイーズを修道院に追いやったという印象を与えぬため、しきりにルイーズを称賛した。

### 凋落
いつまでも続くかのように思われたフランソワーズの権勢にも、翳りが見え始める。ルイ14世の寵愛も衰え始めていったのだった。1678年には、王弟のオルレアン公フィリップ1世の後妻エリザベート・シャルロットの侍女マリー・アンジェリク・ド・フォンタンジュが王の新たな寵姫になった。相次ぐ出産と加齢により、自分でも容姿の衰えを感じていた。
フランソワーズは、若く美しいマリー・アンジェリクに激しい嫉妬心と脅威を感じた。この頃のフランソワーズの嫉妬心は病的で、ある日には理由も告げずに若い女官達を解雇した。しかも代わりに選ばれたのは、年老いていて醜い女官達ばかりだった。
王の寵愛を再び取り戻そうとフランソワーズは、当時魔女と呼ばれ、黒魔術の他に堕胎や毒薬による毒殺を請け負っていた、ラ・ヴォワザンという女性の許を訪れた。フランソワーズは、ラ・ヴォワザンと共に黒ミサの儀式を行なう事にした。黒ミサの儀式で、フランソワーズは祭壇に裸で横たわり、その体に生贄になった胎児の血が注がれた。しかし、この黒ミサの効果はなく、ルイ14世の寵愛は戻らなかった。そんな中、衝撃的な出来事が起こった。

### 黒ミサ事件の波紋
1679年にラ・ヴォワザンやその他360人もの黒ミサ参加者が逮捕される。事態の深刻さを知ったルイ14世は特別審問会を設置し、徹底的に真相の究明をさせた。取調べが進むにつれ、ラ・ヴォワザンの顧客で黒ミサや毒殺に関与している有力貴族達が多数いる事を知り、王は愕然とした。当時、フランスでは毒殺が流行しており、パリ警視総監のドーブレでさえ妻によって毒殺されていた。占い師と看板を掲げてはいるが、実態は毒薬の販売や堕胎を生業としている店が、パリには多くある事が明らかになった。しかも捜査が進むにつれ、ルイ14世の初恋の女性マリー・マンシーニの姉で王妃の女官長だったソワソン伯爵夫人オランプ・マンシーニなど、名立たる貴婦人達の中にさえラ・ヴォワザンの顧客がいた事が判明した。
さらに、ヴォワザンは名前を明かそうとしなかったが、逮捕者の1人のギブール神父の証言により、フランソワーズまでが彼らの顧客だった事が明らかになった。黒ミサ事件は、ルイ14世の治世で最大の醜聞となった。宮廷の有力者が何人も関与していたため、警察も本格的な捜査はできず、告訴されたのは110人ほどであった。1680年2月20日にヴォワザンは火刑にされた。ギブール神父は終身刑にされた。断罪された他の者も、死刑・終身刑・流刑を言い渡された。王は特別審問会を中止した。フランソワーズの破滅は自分の王政の破滅でもあると思い、ルイ14世はフランソワーズの名前が特別審問会で公表されるのを恐れたのだった。
結果、147人が処刑を免れた。全ての書類も焼却された。かつてはフランソワーズに溺れきっていたルイ14世も、この頃には嫉妬心やヒステリックな性格にうんざりし始め、嫌気がさしてきていたが、今回の事件で完全に愛想をつかしてしまった。
また、これには1669年に王とフランソワーズの子供の教育係になったスカロン夫人（マントノン侯爵夫人）の存在も関係していた。スカロン夫人は芯が強く信仰心が厚く、控えめで穏やかな女性であった。全く子供には関心を示さない実母のフランソワーズより、スカロン夫人ははるかにかいがいしく、愛情細やかに子供達を養育していた。長男のメーヌ公爵が高熱を出した時も、つきっきりだったのはスカロン夫人で、その時フランソワーズは賭博に熱中していた。王はスカロン夫人に安らぎを覚えるようになっていった。
ルイ14世の寵愛を失ったフランソワーズの部屋は、王の寝室から離れた部屋に移された。なおもフランソワーズは宮廷に留まっていたが、1686年に宮廷を出て、サン・ジョゼフ修道院に入った。フランソワーズの気が変わらないようにと、王はその後すぐにフランソワーズの部屋を別の者に与えた。
1691年に夫のモンテスパン侯爵が亡くなり、16年後の1707年5月26日に不遇のまま66歳で死去した。モンテスパン侯との間の息子ルイ・アントワーヌはダンタン公爵に叙せられ、ルイ14世との間の庶子達はブルボン家の分家との縁組が行われたりルイ14世による爵位授与でフランス貴族となり、子孫はフランス貴族として続いていった。

## 子女
モンテスパン侯との間に2人の子を儲けた。
1. マリー・クリスティーヌ（英語版）（1663年 - 1675年）
2. ルイ・アントワーヌ（英語版）（1664年 - 1736年） - ダンタン公

ルイ14世との間に7人の子を儲けた。
1. ルイーズ・フランソワーズ（1669年 - 1672年）
2. ルイ・オーギュスト（1670年 - 1736年） - メーヌ公
3. ルイ・セザール（1672年 - 1683年） - ヴェクサン伯
4. ルイーズ・フランソワーズ（1673年 - 1743年） - コンデ公ルイ3世と結婚
5. ルイーズ・マリー・アンヌ（1674年 - 1681年）
6. フランソワーズ・マリー（1677年 - 1749年） - オルレアン公フィリップ2世と結婚
7. ルイ・アレクサンドル（1678年 - 1737年） - トゥールーズ伯